# James Grigg
Percy James Grigg (16 décembre 1890 - 5 mai 1964), mieux connu sous le nom de James Grigg, est un fonctionnaire britannique qui est nommé de façon inattendue, à la demande du premier ministre de l'époque, Winston Churchill, sous-secrétaire d'État permanent au ministère de la Guerre puis secrétaire d'Etat à la Guerre, le chef politique du même département pendant la Seconde Guerre mondiale. 

## Jeunesse et éducation
Fils de Frank Alfred Grigg, un charpentier, James Grigg est né à Exmouth et obtient une bourse à l'école de Bournemouth et au St John's College de Cambridge où il étudie les mathématiques, obtenant des honneurs de première classe dans les deux parties de ses tripos. 

## Carrière dans la fonction publique
Grigg arrive premier à l'examen de la fonction publique en 1913 et commence à travailler au Trésor. Pendant la Première Guerre mondiale il sert dans l'artillerie de la garnison royale. Après la guerre, il retourne au Trésor, devenant secrétaire privé principal du chancelier de l'Échiquier en 1921. Il occupe ce poste jusqu'en 1930, au service de plusieurs chanceliers successifs, dont Winston Churchill. Grigg devient ensuite président du Board of Customs and Excise et président du Board of Inland Revenue. En 1934, il est transféré à New Delhi, en Inde où il s'occupe des finances du gouvernement de l'Inde en prévision d'une autonomie limitée qui commence en 1935. Il reste à New Delhi jusqu'en 1939, et continue à influencer la politique impériale britannique sur l'Inde, en particulier après de son patron Winston Churchill, devenu Premier ministre. Grigg est sous-secrétaire d'État permanent à la guerre en 1939; il supervise un département agité, qui en 1940 a vu pas moins de quatre secrétaires d'État différents (Leslie Hore-Belisha, Oliver Stanley, Anthony Eden et David Margesson). 

## Secrétaire d'État à la guerre
Grigg s'avère un chef de département efficace, mais beaucoup sont surpris quand, en février 1942, Churchill renvoie Margesson et le remplace par Grigg, qui a dû transmettre la nouvelle à Margesson lui-même. Parmi les nombreuses nominations ministérielles faites par Churchill en dehors de la sphère politique de Westminster, celle-ci est considérée comme l'une des plus inhabituelles, mais est une réponse à des revers militaires considérables tels que la perte de Singapour et la nécessité d'apaiser les critiques en remplaçant certains ministres. Grigg conserve son poste pour le reste de la guerre, ainsi que dans le gouvernement intérimaire de Churchill en 1945. En 1942, il est élu député de Cardiff East, battant Fenner Brockway. Cependant, lors des élections générales de 1945, il perd son siège et quitte la vie publique. 

## Fin de carrière
Au cours de ses dernières années, Grigg occupe de nombreux postes d'administrateur, notamment ceux de l'Imperial Tobacco Company, de la Prudential Assurance Company, de la National Provincial Bank et de la Distillers Company. En 1946, il devient le premier directeur exécutif britannique de la Banque internationale pour la reconstruction et le développement. Il est décédé le 5 mai 1964, à l'âge de 73 ans. 
Il épouse Gertrude Charlotte Hough, fille du révérend George Frederick Hough, en juillet 1919. Le couple reste sans enfant. 